# Подводные лодки типа I
Подводные лодки типа I — серия дизель-электрических подводных лодок Третьего рейха. Всего было построено две лодки данного типа в период 1935 по 1936 гг., U-25 и U-26. Обе лодки были изготовлены в Бремене на верфи Deschimag AG Weser. Обе лодки до начала Второй мировой войны использовались как учебные, их применение в активных боевых действиях не предусматривалось из за того что лодками было очень тяжело управлять на больших глубинах, однако из-за недостатка у кригсмарине субмарин, лодки всё же приняли активное участие в войне. U-25 с 1940, U-26 с 1939 года.
Предполагалось, что после тренировок на ПЛ типа I у подводников не возникнет проблем с другими типами ПЛ, которые были маневреннее.

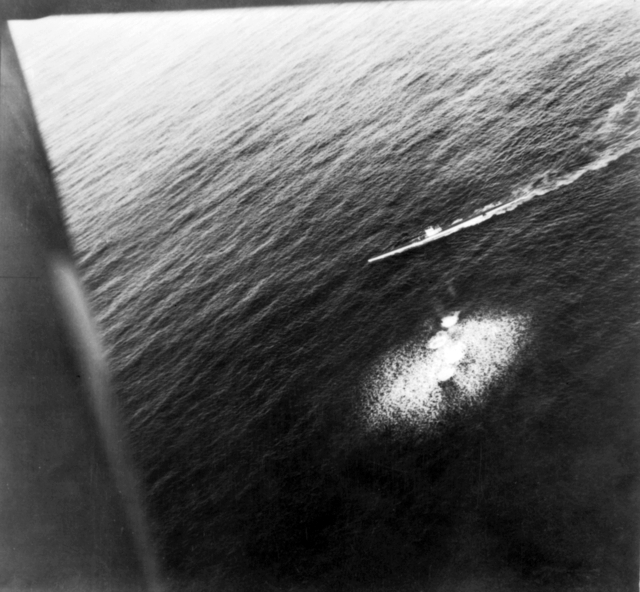
Гибель U-26

U-25 совершила пять боевых походов, приняла участие в Датско-Норвежской операции по захвату Дании, лодка погибла 1 августа 1940 года на мине. 
U-26 совершила семь боевых походов, 1 июля 1940 была потоплена английской бомбой, весь экипаж 48 человек был спасён.